# The Machine
La máquina ―llamada originalmente The Machine― es una película británica de 2013 escrita y dirigida por Caradog W. James. Protagonizada por Caity Lotz y Toby Stephens.

## Argumento
En el futuro, a mitad de una guerra fría contra China, científicos empleados por el Ministerio de Defensa del Reino Unido producen implantes cibernéticos que permiten a los soldados con daño cerebral recuperar las funciones perdidas. El científico Vincent McCarthy prepara una prueba cognitiva para el soldado Paul Dawson. Molesto por el aparente solipsismo y falta de empatía, Vincent ignora las peticiones del paciente de ver a su madre. El paciente se torna hostil y asesina a un científico, y después de herir a Vincent se disculpa pero es asesinado de un tiro. Después, la madre del soldado Dawson protesta frecuentemente afuera de las instalaciones, y aunque Vincent niegue que el hijo de ella se encuentre adentro no puede convencer a la madre.
La investigación de Vincent lo lleva a desarrollar ciborgs más estables, dejando en claro que pierden su capacidad del habla, los ciborgs desarrollan su propio método altamente eficiente de comunicación que mantienen en secreto: después de que Ava ―la máquina― demuestre su último trabajo en inteligencia artificial, Vincent recluta a Ava, prometiéndole recursos ilimitados para seguir con su investigación. Thomson, el director, es suspicaz con Ava por sus políticas contraculturales y por su simpatía con la madre de Dawson, pero cede cuando Vincent insiste en que ella es la única que puede proveer la programación necesaria para el proyecto final: una androide autoconsciente. Vincent planea usar su tecnología para ayudar a su hija Mary, quien sufre un desorden neurológico denominado síndrome de Rett. Cuando finalmente Ava se da cuenta, voluntariamente accede a ayudar a Vincent y crear un mapa del cerebro de ella.
Durante la demostración de brazos cibernéticos que proveen una fuerza superhumana, el soldado James le pide ayuda a Ava, quien sospecha del tratamiento de los soldados heridos. Después de que ella explore la base, Vincent severamente le advierte que evite los problemas. La advertencia fue demasiado tarde y el director Thomson manda asesinar a Ava por un agente chino, quien aparentaba ser la madre de Dawson. Debido a la pérdida de Ava, Vincent insiste que usen el cerebro de ella para su nuevo proyecto. La máquina se vuelve más humana de lo que esperaban; ella muestra disculpas por haber asesinado accidentalmente a un humano y se rehúsa a obedecer las órdenes que violen su sensibilidad y ética.
El director Thomson promete ceder si Vincent puede probar que la máquina es sensible. Después de morir Mary, Thomson utiliza sus escáneres cerebrales contra Vincent, amenazando con destruirlas a menos de que Vincent elimine la conciencia de la máquina.
La máquina, quien llegó a amar a McCarthy, ofrece sacrificarse por Mary y se quita un chip de la cabeza. El director Thomson ordena a la máquina que mate a Vincent.
Desde la consola principal, el director Thomson desactiva la mitad de los cíborgs, pero Suri, su ayudante ciborg, anula su acceso antes de que pueda desactivar al resto. Thomson dispara y hiere a Suri pero la máquina lo arrincona en su oficina; herido, primero le ordena obedecer, entonces suplica por su vida. Aunque la máquina no lo mata, le realiza una lobotomía ―lo mismo que él intentaba hacer con ella―. Después de salir de la oficina de Thomson, la máquina descarga el cerebro escaneado de Mary. La máquina, Vincent y Suri escapan de la base; Vincent entrega los registros de la base a la madre de Dawson y se va para comenzar una nueva vida con la máquina. En la escena final, Vincent habla con una virtualización de su hija y ella pide jugar una partida con su madre. Finalmente Vincent le da la tableta a la máquina.

## Reparto
- Toby Stephens como Vincent McCarthy.
- Caity Lotz como Ava/La máquina.
- Denis Lawson como Thomson.
- Sam Hazeldine como James.
- Pooneh Hajimohammadi como Suri.
- John Paul MacLeod como Paul Dawson.
- Helen Griffin como la madre de Paul.
- Siwan Morris como Lucy.
- Nicola Reynolds como Joan.
- Jade Croot como Mary.

## Producción
El presupuesto fue de alrededor de 1 millón de euros. Con escenas filmadas mayormente en Wales. Caity Lotz realizó sus propias acrobacias. El escritor y director Caradog James se preparó leyendo libros de robótica, inteligencia artificial y mecánica cuántica. Mencionó que el quería aterrizar la película en ciencia más que sólo fantasía.

## Estreno
The Machine tuvo su premier en New York City, New York, en la Tribeca Film Festival el 20 de abril de 2013. Fue estrenada el 21 de marzo de 2014 en el Reino Unido.

## Recepción
Rotten Tomatoes, reportó que el 79% de 28 encuestas fue de buenas críticas; el promedio fue de 6.2/10. La película se hizo acreedora a tres premios BAFTA Cymru, Premio a la Mejor Película Británica en el Festival de Cine Raindance y Premio Logro contra todas las Probabilidades, de los British Independent Film Awards.[cita requerida]